# Megan Burns
Pour les articles homonymes, voir Burns.
Megan Burns, également appelée Betty Curse, est une actrice, chanteuse et musicienne britannique, née le 25 juin 1986 à Liverpool.
Betty Curse est également le nom de son groupe de musique.

## Biographie
Après quelques débuts récompensés au cinéma, elle s'est plutôt lancée dans la musique, chantant pour son groupe gothique qui a produit un premier album en octobre 2006 : Here Lies Betty Curse.

## Discographie

### Album
- 2006 : Here Lies Betty Curse

### Singles
- 2006 : Excuse All The Blood
- 2006 : God This Hurts
- 2006 : Girl With Yellow Hair
- 2007 : Do You Mind (If I Cry)

## Filmographie
- 2000 : Liam : Teresa
- 2002 : 28 jours plus tard : Hannah
- 2018 : In2ruders (court métrage) : Whistler Silkwood

## Distinction
- Mostra de Venise 2000 : prix Marcello-Mastroianni pour Liam